# Bandscheibenprotrusion

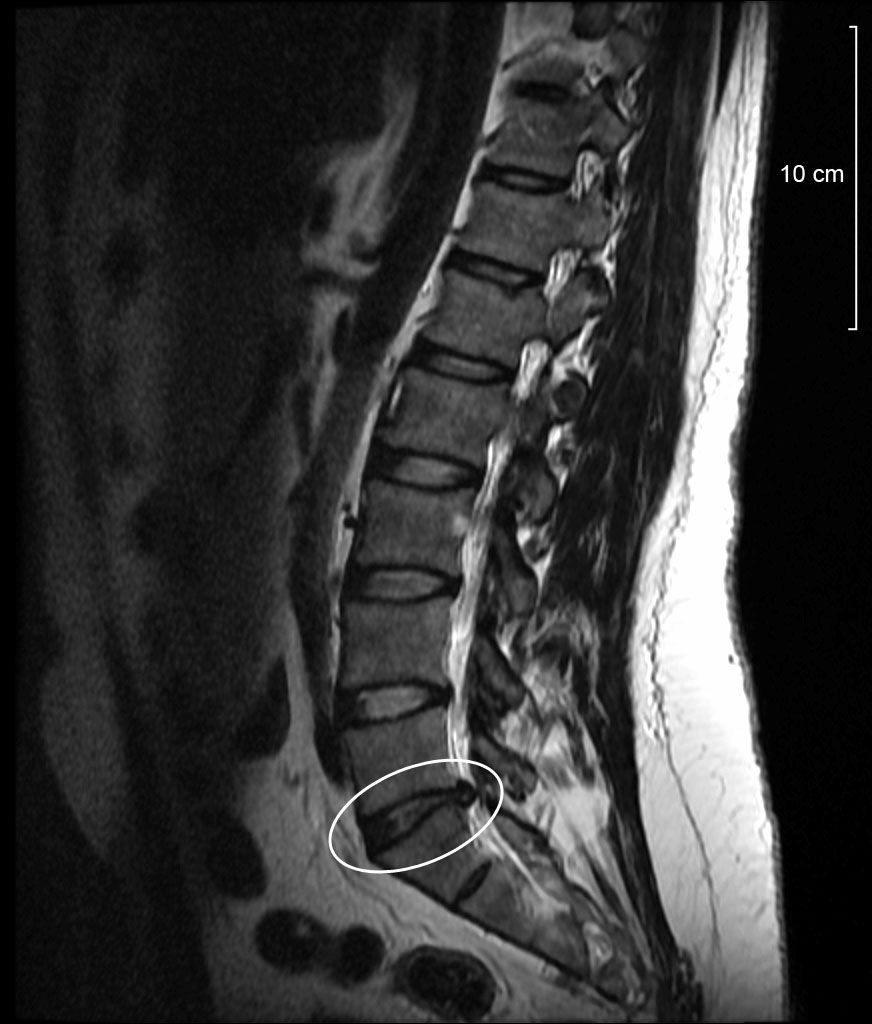
MRT-Aufnahme einer Bandscheibenprotrusion in der Lendenwirbelsäule LWK5/SWK1

Die Bandscheibenprotrusion (auch Bandscheibenvorwölbung oder „inkompletter Bandscheibenprolaps“) ist eine mit dem Alter zunehmend häufiger zu beobachtende Veränderung im Bereich der  Wirbelsäule. Diese unterscheidet sich vom Bandscheibenprolaps im Wesentlichen in der Größe. Auch wird der Anulus fibrosus (Faserring) der Bandscheibe im Gegensatz zum (kompletten) Bandscheibenvorfall nicht oder nur sehr gering durchgerissen, sondern nach außen vorgewölbt.
Die Bandscheibenprotrusion kann ebenso wie der Bandscheibenprolaps durch einen Unfall verursacht werden.
Die Protrusion zeigt im Gegensatz zum Bandscheibenvorfall in der Sagittalebene im MRT-Bild einen craniocaudalen Durchmesser, der kleiner oder gleich der Höhe der Bandscheibe ist.
Eine Bandscheibenprotrusion kann je nach Lage schmerzlos sein, lokale Schmerzen im Rücken oder auch ausstrahlenden Schmerz in das zugehörige Dermatom verursachen.
Als Therapieempfehlung dient die Nationale Versorgungsleitlinie Kreuzschmerz. Diese entspricht im Wesentlichen der Behandlung eines Bandscheibenvorfalls.